# Pétrole contre nourriture
Pétrole contre nourriture était un programme d'aide humanitaire mis en place par l'ONU, visant à satisfaire les besoins humanitaires du peuple irakien après la guerre du Golfe. Il est mis en place pour réduire les souffrances prolongées du peuple irakien dues aux sanctions économiques décidées par l'ONU à la suite de l'invasion du Koweït par les troupes irakiennes en août 1990. Un important réseau de corruption servant à détourner une partie des fonds sera révélé, donnant lieu à l'affaire Pétrole contre nourriture.

## Contexte
Après la guerre du Golfe, l'ONU vote un embargo contre l'Irak qui durera douze ans. Selon un rapport du Conseil économique et social des Nations unies, il causera entre 500 000 et 1,5 million de morts, dont une majorité d'enfants. Cependant, ces chiffres sont contestés ; l'ONU réfutera par la suite ses propres enquêtes qui, selon un rapport du London School of Economics — rédigé par les chercheurs Tim Dyson et Valerie Cetorelli et publié en août 2017 — se basaient sur des bilans fournis et manipulés par le gouvernement irakien.
Le programme est donc conçu comme une « mesure temporaire destinée à couvrir les besoins humanitaires du peuple irakien ».

## Déroulement et fonctionnement
Après un refus initial, l'Irak signe un accord en mai 1996 pour la mise en place du programme proposé dans la résolution 986 du Conseil de sécurité des Nations unies. Le programme commence réellement en 1997. Les premières livraisons de denrées alimentaires ont lieu au printemps.
Les revenus issus des exportations du pétrole sont placés sur un compte spécial géré par le Conseil de sécurité des Nations unies.
- 30 % de ces revenus servent à dédommager les victimes de l'invasion irakienne du Koweït en 1991[7];
- 13 % sont affectés au Kurdistan irakien, où les États-Unis et le Royaume-Uni ont établi une zone dite de « sécurité »[8];
- 4 % servent à payer les fonctionnaires de l'ONU ;
- les 53 % restants servent à l'achat de nourriture et de médicaments[9].

L'acceptation du moindre contrat est soumise à l'approbation du Conseil de sécurité qui bloque environ la moitié des contrats. Ce sont les États-Unis et le Royaume-Uni qui sont à l'origine de la quasi-totalité des vétos exercés. En septembre 1998, le coordinateur du programme humanitaire de l'ONU en Irak, Denis Halliday (en), démissionne en raison de l'aide aux irakiens qu'il juge insuffisante. Début 2000, Hans-Christof von Sponeck, son successeur, et Jutta Burghardt, responsable du programme pour l'alimentation mondiale en Irak, démissionnent pour le même motif.
Le programme Pétrole contre nourriture fonctionne de 1996 à 2003, récoltant en tout 64 milliards de dollars. Il permet à l'Irak de vendre son pétrole et d'acheter en échange de la nourriture, des médicaments et de nombreux services, le tout sous la supervision de l'ONU. Il est interrompu par l'ONU à la suite de la mise en place de l'Autorité provisoire de la coalition en 2003. Le secrétaire général de l'ONU, les États-Unis et la Grande-Bretagne demandent toutefois que la dernière commande approuvée soit livrée.

## Scandale
Ce système s'accompagne d'un important réseau de corruption, conçu par le régime irakien comme un réseau d'influence international. Il s'étend en France, en Russie, aux États-Unis, au Royaume-Uni, en Italie, en Australie, en Inde, et au sein même des rouages de l'ONU, en les personnes de la femme de Boutros Boutros-Ghali et le successeur de Kofi Annan.
En janvier 2004, un journal de Bagdad publie une liste de 270 personnes impliquées dans le scandale, dont 21 Français (entre autres Charles Pasqua, l'ambassadeur de France auprès de l'ONU Jean-Bernard Mérimée, Serge Boidevaix, le biographe de Saddam Hussein Charles Saint-Prot et Gilles Munier). Cette dénonciation est le point de départ de l'affaire Pétrole contre nourriture.
La publication du rapport de Paul Volcker en 2005 révèle que 2 200 entreprises basées dans 66 pays différents ont versé et perçu des pots-de-vin au gouvernement irakien pour obtenir des marchés. Des sociétés françaises sont également impliquées dans ce système de corruption, notamment les groupes Total, Vitol, Renault Trucks, Legrand, Schneider Electric ou encore David Brown France,,. À la suite de ce rapport  impliquant ces sociétés françaises, des investigations faites par la brigade financière de Paris donnent lieu à des perquisitions, gardes à vue et mises en examen en France. Le groupe Total est ainsi mis en examen, notamment pour corruption, le 27 février 2010, par un juge français.
Paradoxalement, les montants de commissions occultes en jeu ne sont en rien proportionnels à la taille des sociétés impliquées. En effet, de petites structures avec un faible chiffre d'affaires telles que David Brown France localisée à Thann, près de Mulhouse, ont tout de même versé des commissions occultes à hauteur de 1 000 000 de dollars. Le Groupe Textron paie une amende de 1 500 000 USD à la justice américaine pour clore l'affaire de fraudes et de malversation de la société française dont il est la maison mère.
Le 8 juillet 2013, l'ensemble des prévenus dans l'affaire, y compris Charles Pasqua et le groupe Total, sont relaxés par le Tribunal Correctionnel de Paris. Aucun des chefs d'accusation n'est retenu. Cependant le 26 février 2016, Total est condamné en appel, à Paris, à 750 000 euros d'amende, et le groupe suisse Vitol à 300 000 euros d'amende. Le 14 mars 2018, la Cour de cassation condamne définitivement Total et Vitol pour corruption d'argent public étranger.
Parallèlement, un second jugement, portant sur le deuxième volet de l’affaire « Pétrole contre nourriture II », est rendu le 18 juin 2015 par le Tribunal Correctionnel de Paris. Comme en 2013, les prévenus sont relaxés mais le parquet décide là aussi de faire appel. Quatorze sociétés, dont Renault Trucks, Legrand et Schneider Electric, sont poursuivies pour avoir accepté des surfacturations reversées au régime de Saddam Hussein dans le but d'obtenir des contrats. Le 15 février 2019, pour tenir compte de la jurisprudence de la Cour de cassation qui a rejeté le pourvoi de Total en mars 2018, les entreprises sont condamnées à des amendes avec sursis allant de 30 000 euros à 430 000 euros. Dans la plupart des cas, la condamnation ne sera pas inscrite dans un casier judiciaire. Le 10 mars 2021, la condamnation définitive de 12 personnes morales et 2 personnes physiques est confirmée par la Cour de cassation.